# 5887 Yauza
5887 Yauza (1976 SG2) là một tiểu hành tinh vành đai chính được phát hiện ngày 24 tháng 9 năm 1976 bởi N. S. Chernykh ở Nauchnyj.